# Richard Edwardes

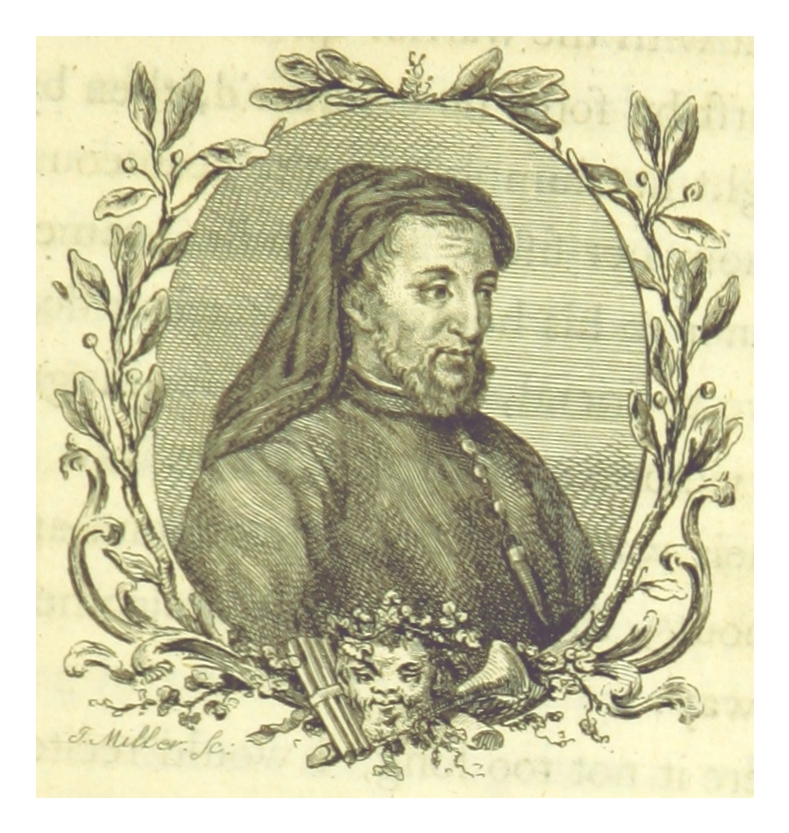
Richard Edwardes (ilustración de John Dryden)

Richard Edwardes (Edwards) (25 de marzo de 1523-31 de octubre de 1566) fue un poeta, dramaturgo y compositor inglés de teatro isabelino. Fue nombrado Caballero de la Capilla Real, y fue maestro de los niños cantores. Es conocido por sus comedias e interludios. También se rumorea que era un hijo ilegítimo de Enrique VIII.

## Obras
- The excellent Comedy of two the moste faithfullest friends, Damon and Pythias
- The paradise of dainty deuises